# اولیپور
اولیپور (به لاتین: Ulipur) یک منطقهٔ مسکونی در بنگلادش است که در ناحیه کوریگرام واقع شده‌است. اولیپور ۵۰۴٫۱۹ کیلومتر مربع مساحت و ۴۱۰٬۸۹۰ نفر جمعیت دارد.